# Max 20
| Recensione    | Giudizio |
| ------------- | -------- |
| firenzepost   |          |
| MelodicaMente |          |
| Rockol        |          |

Max 20 è la terza raccolta di Max Pezzali, il diciassettesimo album della sua carriera e il settimo da solista, pubblicato il 4 giugno 2013.
Contiene 14 vecchi successi di Pezzali e degli 883 in duetto con vari artisti della musica italiana e 5 inediti, tra cui L'universo tranne noi, pubblicato in anteprima come singolo il 10 maggio 2013.
A tre settimane dall'uscita l'album è stato certificato disco d'oro per le oltre 30 000 copie vendute, mentre due mesi dopo balza in vetta alle classifiche di vendita settimanali dopo esser rimasto al secondo posto sin dalla settimana di pubblicazione. Successivamente viene certificato doppio disco di platino per le oltre 100 000 copie vendute nel gennaio 2014.

## Il disco
La tracklist dell'album è stata pubblicata il 18 maggio 2013.
Questo album segna inoltre (in 2 dei 5 inediti) il ritorno di Mauro Repetto, che nella prima e nella seconda traccia è, insieme a Pezzali, l'autore dei testi. Egli canta inoltre una piccola parte in francese nel brano Welcome Mr. President. Gli artisti che hanno partecipato ai duetti sono Jovanotti, Eros Ramazzotti, Giuliano Sangiorgi, Cesare Cremonini, Claudio Baglioni, Fiorello, Antonello Venditti, Raf, Davide Van De Sfroos, Nek, Francesco Renga, Edoardo Bennato, Gianluca Grignani ed Elio.
Riguardo alla scelta dei cantanti che lo affiancano in quest'album, Pezzali ha dichiarato:
L'album è stato pubblicato in streaming in anteprima sul sito del Corriere della Sera il 3 giugno 2013.
Il primo singolo estratto è stato L'universo tranne noi, che ha riscosso un grande successo in Italia vendendo oltre 60 000 copie e venendo certificato disco di platino. Inizialmente annunciato per il 12 settembre, il secondo singolo Ragazzo inadeguato è stato invece pubblicato il 20 settembre 2013. I cowboy non mollano è stato pubblicato come terzo singolo estratto dall'album il 10 gennaio 2014. Tutti e tre i video ufficiali realizzati per i singoli sono stati realizzati sotto la regia di Gaetano Morbioli. Il 18 marzo viene pubblicato anche un video per Il presidente di tutto il mondo come ringraziamento di Pezzali ai fan dopo la fine del Max 20 Tour.

## Tracce
Testi e musiche di Max Pezzali, eccetto dove indicato.
1. Welcome Mr. President (feat. Mauro Repetto) (inedito) – 2:13 (testo: Pezzali, Repetto – musica: Pezzali, Florio)
2. Il presidente di tutto il mondo (inedito) – 3:46 (Pezzali, Repetto)
3. I cowboy non mollano (inedito) – 4:12
4. Ragazzo inadeguato (inedito) – 3:41
5. L'universo tranne noi (inedito) – 4:13
6. Tieni il tempo 2013 (feat. Jovanotti) – 3:35 (Pezzali, Repetto)
7. Lo strano percorso (feat. Eros Ramazzotti) – 4:09
8. Ti sento vivere (feat. Giuliano Sangiorgi) – 3:52
9. Gli anni (feat. Cesare Cremonini) – 4:14
10. Come mai (feat. Claudio Baglioni) – 4:15 (Pezzali, Repetto)
11. Sei un mito (feat. Fiorello) – 4:20 (Pezzali, Repetto)
12. Quello che capita (feat. Antonello Venditti) – 4:00
13. Sei fantastica (feat. Raf) – 3:42
14. Come deve andare (feat. Davide Van De Sfroos) – 4:33
15. Nessun rimpianto (feat. Nek) – 4:41 (testo: Pezzali – musica: Pezzali, Guarnerio, Peroni)
16. Eccoti (feat. Francesco Renga) – 4:03
17. La dura legge del gol (feat. Edoardo Bennato) – 4:41 (testo: Pezzali, Cecchetto – musica: Pezzali, Peroni, Guarnerio)
18. Rotta x casa di Dio (feat. Gianluca Grignani) – 4:59 (Pezzali, Repetto)
19. Nord sud ovest est (feat. Elio) – 4:27 (Pezzali, Repetto)

Traccia bonus nell'edizione iTunes
1. L'universo tranne noi (Orchestral Version) – 4:13

## Formazione
Le nuove parti strumentali sono state suonate da:
- Claudio Guidetti – chitarra acustica, chitarra elettrica, tastiera, ukulele, armonica
- Paolo Costa – basso
- Lele Melotti – batteria
- Luca Scarpa – pianoforte, organo Hammond
- Alessandro Branca – archi, strumenti a fiato, pianoforte
- Sergio Maggioni – programmazione in Ragazzo inadeguato, chitarra elettrica in Il presidente di tutto il mondo e Ragazzo inadeguato
- Luca Serpenti – basso e programmazione in Ragazzo inadeguato
- Marco Guarnerio – cori in I cowboy non mollano
- Jovanotti - voce aggiuntiva (traccia 6)
- Eros Ramazzotti - voce aggiuntiva (traccia 7)
- Giuliano Sangiorgi - voce aggiuntiva (traccia 8)
- Cesare Cremonini - voce aggiuntiva (traccia 9)
- Claudio Baglioni - voce aggiuntiva (traccia 10)
- Fiorello - voce aggiuntiva (traccia 11)
- Antonello Venditti - voce aggiuntiva (traccia 12)
- Raf - voce aggiuntiva (traccia 13)
- Davide Van De Sfroos - voce aggiuntiva (traccia 14)
- Nek - voce aggiuntiva (traccia 15)
- Francesco Renga - voce aggiuntiva (traccia 16)
- Edoardo Bennato - voce aggiuntiva (traccia 17)
- Gianluca Grignani - voce aggiuntiva (traccia 18)
- Elio - voce aggiuntiva (traccia 19).

## Classifiche
| Classifica (2013) | Posizione massima |
| ----------------- | ----------------- |
| Italia            | 1                 |
| Svizzera          | 57                |

### Classifiche di fine anno
| Classifica (2013) | Posizione |
| ----------------- | --------- |
| Italia            | 10        |
| Classifica (2014) | Posizione |
| Italia            | 51        |